# Elattostachys rubrofructus
Espèce
Statut de conservation UICN

 VU B1+2c : Vulnérable
Elattostachys rubrofructus est une espèce de plantes de la famille des Sapindaceae.

## Publication originale
- Blumea 36(2): 547. 1992.